# L'età della pace
L'età della pace è un film del 1974 diretto da Fabio Carpi.
È stato presentato nella Settimana internazionale della critica al Festival di Cannes 1975.

## Trama
Un uomo ricco e ultraottantenne sta morendo lentamente, guardato con indifferenza dal figlio e dagli altri familiari. Infelice per non essere più utile si consola  da solo col ricordo di quanto è stato e vivendo un'esistenza parallela,  in un Altrove fantastico, dove dialoga con un altro sé stesso regredito ad una vita primitiva.